# Tekax, Yucatán
Tekax là một đô thị thuộc bang Yucatán, México. Năm 2005, dân số của đô thị này là 37454 người.